# زوران إرتسيغ
زوران إرتسيغ (بالصربية: Зоран Ерцег) مواليد 11 يناير 1985 في باكراتش، جمهورية كرواتيا الاشتراكية، هو لاعب كرة سلة صربي. بدأ مسيرته الاحترافية في سنة 2002.

## المسيرة الاحترافية
لعب مع نادي أولمبياكوس لكرة السلة من سنة 2008 إلى 2011، ثم لعب مع بشكتاش لكرة السلة في الدوري التركي في موسم 2011–2012، ثم لعب مع نادي سسكا موسكو لكرة السلة في الدوري الروسي في موسم 2012–2013، ثم لعب مع غلطة سراي لكرة السلة في الدوري التركي من سنة 2013 إلى 2015.

## إحصائيات المسيرة

### الدوري الأوروبي
| السنة   | الفريق                     | لعب | بدأ | دقيقة | ميداني% | ثلاثية | حرة  | ارتداد | صنع | استلاب | تصدي | نقطة | أداء |
| ------- | -------------------------- | --- | --- | ----- | ------- | ------ | ---- | ------ | --- | ------ | ---- | ---- | ---- |
| 2008–09 | نادي أولمبياكوس لكرة السلة | 20  | 1   | 11.8  | .583    | .445   | .559 | 2.1    | .3  | .5     | .1   | 5.0  | 4.5  |
| 2010–11 | نادي أولمبياكوس لكرة السلة | 16  | 4   | 17.8  | .413    | .297   | .875 | 3.1    | .5  | .4     | .4   | 5.9  | 5.7  |
| 2012–13 | نادي سسكا موسكو لكرة السلة | 15  | 5   | 14.4  | .457    | .375   | .917 | 2.5    | .5  | .7     | .1   | 6.2  | 6.5  |
| 2013–14 | غلطة سراي لكرة السلة       | 25  | 23  | 27.5  | .400    | .333   | .925 | 4.9    | 1.6 | .6     | .2   | 11.2 | 13.2 |
| 2014–15 | غلطة سراي لكرة السلة       | 22  | 22  | 30.7  | .408    | .388   | .899 | 4.3    | .9  | 1.2    | .1   | 15.0 | 15.4 |
| المسيرة |                            | 98  | 55  | 22.5  | .427    | .363   | .854 | 3.6    | .8  | .7     | .2   | 9.1  | 9.7  |

## روابط خارجية
- زوران إرتسيغ على موقع الاتحاد الدولي لكرة السلة (الإنجليزية)
- زوران إرتسيغ على موقع الدوري الأوروبي لكرة السلة (الإنجليزية)
- زوران إرتسيغ على موقع كرة السلة الأوروبية.كوم (الإنجليزية)
- زوران إرتسيغ على موقع ريلجم (الإنجليزية)
- زوران إرتسيغ على موقع بروبوليرز (الإنجليزية)
- زوران إرتسيغ على موقع سبورتس رفرنس (الإنجليزية)